# 多伦 (福拉尔贝格州)
多伦（德語：Doren）是奥地利福拉尔贝格州布雷根茨县的一个市镇。总面积14.17平方公里，总人口1003人，人口密度70.8人/平方公里（2005年）。